# Auguste Dupin
Auguste Dupin je izmišljena oseba ameriškega pisatelja Edgarja Allana Poeja. 
Čeprav Auguste Dupin ni bil prvi detektiv v izmišljenih zgodbah, je bil osnova za številne kasnejše junake (denimo znanega Sherlocka Holmesa). Številne lastnosti, ki so v kasnejših detektivkah postale običajne, so se pri njem pojavile prvič: čudaški, a izjemen detektiv, domišljava policija, detektivov spremljevalec je obenem prvoosebni pripovedovalec (dr. Watson pri Sherlocku Holmesu) in druge. Tako Dupin kot Holmes pri razreševanju zločinov uporablja svoje imenitne sposobnosti sklepanja, izpeljevanja in opazovanja.
Dupin se je pojavil v treh Poejevih zgodbah:
- Umori v ulici Morgue (The Murders in the Rue Morgue) (1841) (Besedilo Arhivirano 2008-10-12 na Wayback Machine.)
- Skrivnost Marie Roget (The Mystery of Marie Roget) (1843) (Besedilo Arhivirano 2008-12-03 na Wayback Machine.)
- Ukradeno pismo (The Purloined Letter) (1844)